# Liste der Biografien/Meyer, I
Liste der Biografien |
Portal Biografien |
I Personensuche
# |
A |
B |
C |
D |
E |
F |
G |
H |
I |
J |
K |
L |
M |
N |
O |
P |
Q |
R |
S |
T |
U |
V |
W |
X |
Y |
Z |
?
 
Ma |
Mb |
Mc |
Md |
Me |
Mf |
Mg |
Mh |
Mi |
Mj |
Mk |
Ml |
Mm |
Mn |
Mo |
Mp |
Mq |
Mr |
Ms |
Mt |
Mu |
Mv |
Mw |
Mx |
My |
Mz
 
Mea–Mee |
Mef |
Meg |
Meh |
Mei |
Mej |
Mek |
Mel |
Mem |
Men |
Meo |
Mep |
Mer |
Mes |
Met |
Meu |
Mev |
Mew |
Mex |
Mey |
Mez
 
Meyb |
Meyd |
Meye |
Meyf |
Meyg |
Meyh |
Meyi |
Meyj |
Meyk |
Meyl |
Meyn |
Meyo |
Meyp |
Meyr |
Meys |
Meyt |
Meyz
 
Meyen |
Meyer
 
Meyer, A |
Meyer, B |
Meyer, C |
Meyer, D |
Meyer, E |
Meyer, F |
Meyer, G |
Meyer, H |
Meyer, I |
Meyer, J |
Meyer, K |
Meyer, L |
Meyer, M |
Meyer, N |
Meyer, O |
Meyer, P |
Meyer, R |
Meyer, S |
Meyer, T |
Meyer, U |
Meyer, V |
Meyer, W |
Meyer, Y |
Meyer, Z |
Meyerb |
Meyerd |
Meyere |
Meyerf |
Meyerh |
Meyeri |
Meyerl |
Meyerm |
Meyern |
Meyero |
Meyerr |
Meyers
Die Liste der Biografien führt alle Personen auf, die in der deutschsprachigen Wikipedia einen Artikel haben. Dieses ist eine Teilliste mit 8 Einträgen von Personen, deren Namen mit den Buchstaben „Meyer, I“ beginnt.

## Meyer, I

### Meyer, Ig
- Meyer, Ignaz Theodor Liborius (1773–1843), deutscher Domkapitular, Archivar und Landeshistoriker

### Meyer, Il
- Meyer, Ilsemarie (* 1953), deutsche Juristin, ehemalige Richterin und Präsidentin des Oberverwaltungsgerichts Bremen sowie des Staatsgerichtshofs der Freien Hansestadt Bremen

### Meyer, In
- Meyer, Inge (1929–2009), deutsche Schriftstellerin und Drehbuchautorin
- Meyer, Ingo (* 1968), deutscher Literaturwissenschaftler
- Meyer, Ingo (* 1969), deutscher Jurist und Kommunalpolitiker (parteilos)Ingo Meyer (* 1969)

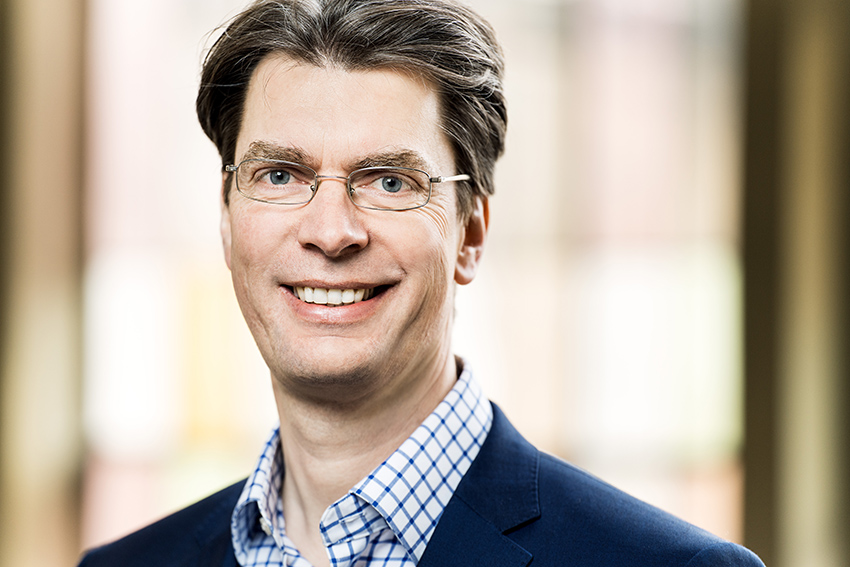
Ingo Meyer (* 1969)

- Meyer, Inka (* 1979), deutsche Kabarettistin, Autorin, Schauspielerin und Designerin

### Meyer, Is
- Meyer, Isabelle (* 1987), Schweizer Fussballspielerin
- Meyer, Isidor (1860–1944), Schweizer Politiker (Katholisch-Konservative)